# Vehrenbach
Vehrenbach (auch Fehrenbach oder Föhrenbach) ist ein abgegangener Weiler auf der Gemarkung der Gemeinde Remshalden im baden-württembergischen Rems-Murr-Kreis. Von der Siedlung, die aus den Höfen Ober-Vehrenbach und Unter-Vehrenbach bestand, haben sich keine Reste erhalten.

## Lage
Vehrenbach lag am Osthang des Berges Schönenbühl. Auf die Wüstung weisen noch die Flurnamen Föhrenbacher Rain und Föhrenbachäcker hin.

## Geschichte
Vehrenbach wurde im Jahre 1369 erstmals erwähnt. Vielleicht leitet sich der Ortsname von Kiefern (Föhren) ab. Die beiden Höfe Ober-Vehrenbach und Unter-Fehrenbach zinsten an das Stift von Stuttgart. Beide Höfe wurden 1634 während des Dreißigjährigen Kriegs zerstört. Die Einwohner waren nach Geradstetten geflohen und nutzten ihre alten Grundstücke von dort aus nur noch als Viehweide, ein Wiederaufbau fand nicht statt. Die Feldmark wurde zwischen den Gemeinden Grunbach und Geradstetten aufgeteilt.